# Warhammer 40,000

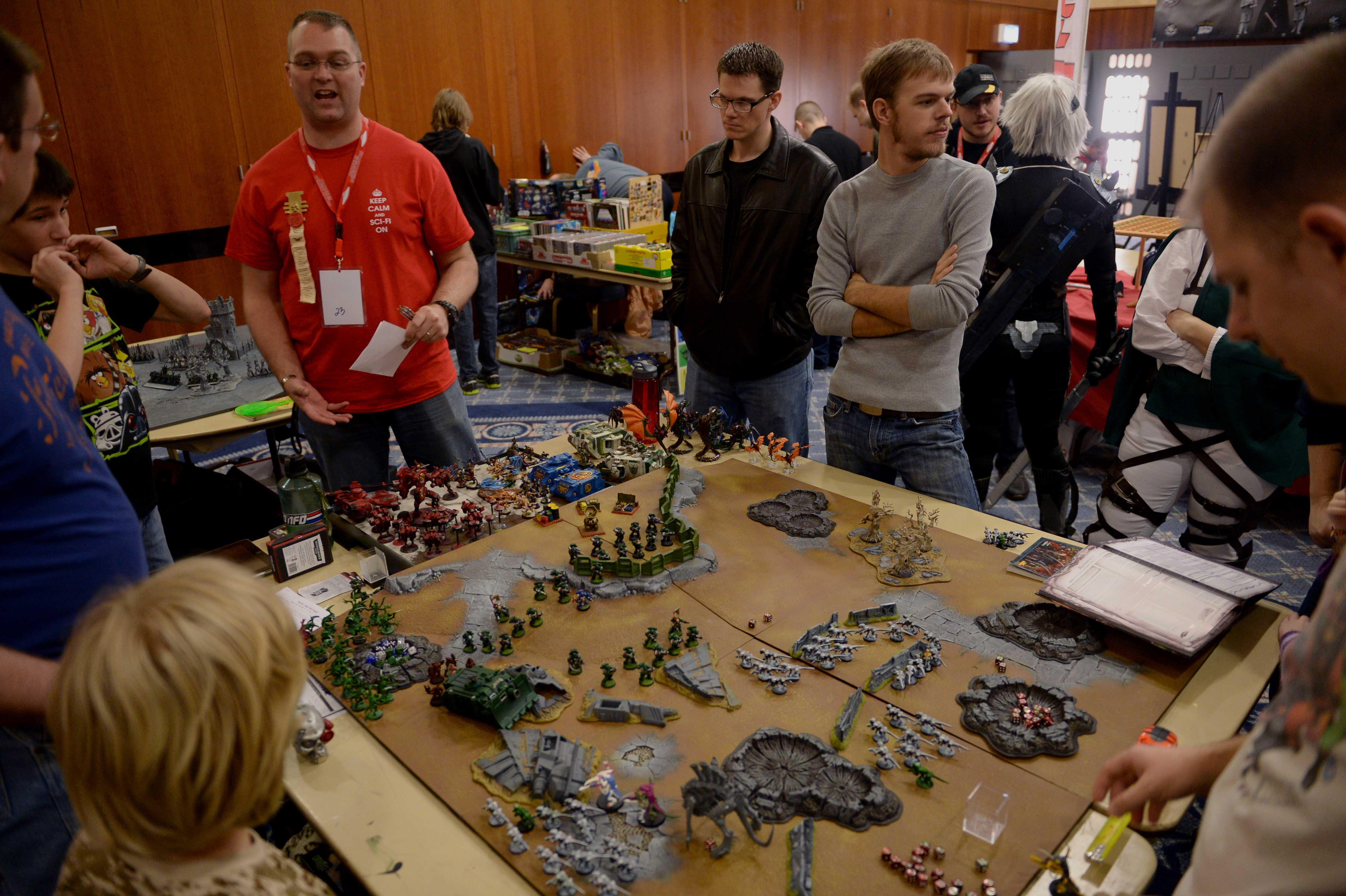
Warhammer 40,000

Warhammer 40,000 (ook wel bekend als Warhammer 40k, WH40k of 40k) is een tabletopspel dat gepubliceerd wordt door Games Workshop. Naast meerdere varianten op dit tabletopspel zijn verschillende elementen uit Warhammer 40,000 vaak gebruikt geweest in andere bordspellen, boeken, strips, videogames, series en een film.
De verhaallijn van dit spel speelt zich af in het 41ste millennium van onze hedendaagse tijdlijn. Verschillende interplanetaire beschavingen, met elk hun eigen agenda en doelstellingen, zijn hier in constante oorlog met elkaar.
Warhammer 40,000 wordt soms verward met Warhammer (tegenwoordig bekend als 'Warhammer Age of Sigmar', maar wordt nog vaak omschreven onder de oude naam). Dit tabletopspel speelt zich af in een fictieve wereld waarin fantasy-elementen een grotere rol spelen dan de sci-fi setting waarin 40k zich afspeelt.

## Geschiedenis van het spel[1][2]
Tussen 1987 en 2020 zijn er negen edities verschenen van Warhammer 40k. De edities zoals beschreven hieronder gaan over de introductie van het nieuwe regelboek (rulebook). Om het spelen van een wedstrijd Warhammer 40k mogelijk te maken moet men ten minste beschikken over één regelboek en moet iedere speler beschikken over de codex van het leger waarmee men speelt. Sommige legers zoals de 'Blood Angels'; onderdeel van de 'Space Marines', vereisen een codex van de 'Space Marines' en een supplement van de 'Blood Angels'.

### Eerste Editie (1987)
Warhammer 40k werd het eerst gepubliceerd in 1987 onder de titel Warhammer 40k: Rogue Trader, als hardback boek. Dit boek beschreef de sciencefictionsetting waarin het spel zich afspeelt en bevatte een gedetailleerde set aan regels. Deze eerste editie is meer te beschrijven als een rollenspel dan een volwaardig miniature wargame.

### Tweede Editie (oktober 1993)
Met deze editie werden de regels gestroomlijnd en werd het eenvoudiger om gevechten te organiseren met meer miniaturen op het speelveld; hoewel de schaal van deze gevechten nog steeds kleiner was dan latere edities.
Veel elementen uit deze editie zijn later gebruikt in Necromunda; een wargame op kleinere schaal dat zich afspeelt in hetzelfde universum.

### Derde Editie (oktober 1998)
De regels voor gevechten op grotere schaal werden met deze editie vereenvoudigd. Voor veel 'veteranen' was dit een teleurstelling omdat de complexere regels uit de vorige edities het spel een zekere leercurve gaven. Het stroomlijnen van deze regels leidde ertoe dat Warhammer 40,000 toegankelijker werd bij een groter en jonger publiek.
Met deze editie werd ook het nieuwe logo van Warhammer 40,000 voorgesteld.

### Vierde Editie (augustus 2004)
Ruime vijf jaar later kwam de nieuwe editie uit van Warhammer 40k maar de veranderingen waren vrij miniem.
Er werden wel grote aanpassingen en vooruitgangen gemaakt in de verhaallijn van het universum.

### Vijfde Editie (juli 2008)
Met deze editie werden er enkele regels toegevoegd m.b.t. de bewegingsvrijheid van miniaturen, aanvalsmogelijkheden voor voertuigen en regels voor o.a. dekking (cover genaamd in het spel) bij gebouwen en objecten.
Nieuw bij deze editie was het concept van true line of sight; een aanvallende eenheid moet zijn doelwit effectief kunnen zien voordat hier een afstandswapen op gebruikt kan worden(tenzij anders vermeld in de regels).

### Zesde Editie (juni 2012)
De regels werden verder aangepast voor omgang met het terrein, het verbeteren van de commandanten (warlords) en het verbeteren van de man-tegen-mangevechten.
Het was met deze editie ook mogelijk om combinaties te maken met verschillende legers. Er werd hier een systeem voor uitgewerkt dat functioneerde op basis van trust.

### Zevende Editie (mei 2014)
Deze zevende editie kwam vrij snel na de vorige en bevatte weinig grote aanpassingen in de regels.
Het was de eerste keer dat het regelboek in drie verschillende volumes werd uitgebracht, samengebundeld onder de titel Gathering Storm.
Tijdens deze editie werd de verhaallijn verder uitgebreid.

### Achtste Editie (juni 2017)
De aanpassing van deze regels werden zowel door 'veteranen' als door nieuwelingen goed ontvangen. Een belangrijke wijziging was het verder uitwerken van hit points zodat 'betere' eenheden of karakters meer schade konden verdragen.
De verhaallijn werd verder uitgebreid en introduceerde belangrijke gebeurtenissen zoals: het einde van de 13th Black Crusade, het uiteenscheuren van The Great Rift en het begin van een nieuw tijdperk; The Era Indomitus. Er keerden ook enkele belangrijke personages terug waarvan men vernam dat ze dood, verdwenen of simpelweg vergeten waren.
Door de populariteit van deze regels en verdere uitbreiding van de verhaallijn en universum werd deze editie bijzonder succesvol.

### Negende Editie (juli 2020)
De negende editie had slechts kleine aanpassingen aan de regels.
De verhaallijn werd verder uitgebreid met de vooruitgang van de Indomitus Crusade en hoe alle beschavingen omgaan met het ontstaan van The Great Rift.

### Tiende Editie (juni 2023)
De tiende editie kwam met grotere aanpassingen. De fases van het spel zijn veranderd, en evenals de regels voor legers bouwen en strategieën inzetten. In plaats van verschillende codices uitbrengen is het idee om gratis downloadbare indices voor elk leger aan te bieden. De focus ligt op de Space Marines en Tyranids, en de 4th Tyrannic War. 

## Verschillende legers
De legers van het spel zijn onder te verdelen in drie grote groepen: The Imperium of Man, The Armies of Chaos en de Xenos.

### The Imperium of Man
De mensheid heeft de Keizer (the Emperor of Mankind) aan het hoofd staan, een man die als een god wordt aanbeden vanwege zijn onsterfelijkheid, grote macht en ambities, en goddelijke psychische krachten. Hij stuurde vanaf het 31e millennium een Grote Kruistocht aan om verloren menselijke planeten terug te halen en een machtige menselijk Imperium te vormen. Chaos corrumpeerde echter een deel van de Keizers zonen, de Primarchs, en een enorme burgeroorlog genaamd de Horus Heresy brak uit. Na en climactische op en rond Terra (de Aarde), verwondde Horus de Keizer dodelijk. De oorlog werd gewonnen, maar het lichaam van de Keizer wordt sindsdien kunstmatig in leven gehouden door een machine genaamd de Gouden Troon. Met zijn geest bestrijdt hij de krachten van Chaos waar hij kan en leidt hij de ruimteschepen van het Imperium veilig door de Warp.
Het imperium is enorm in verval geraakt gedurende de afgelopen millennia. Men is bang voor technologie die soms als magie wordt behandeld en enkel wordt begrepen door de zogenaamde Adeptus Mechanicus. Daarnaast is men zeer wantrouwig tegenover mutanten, aliens en ketters, die fanatiek bestreden worden. Het Imperium der Mensheid is onvoorstelbaar groot, maar het leven voor de meeste mensen is er zwaar en onzeker, en er zijn nonstop oorlogen met de vele dreigingen die het Imperium bedreigen, van buiten en van binnen.

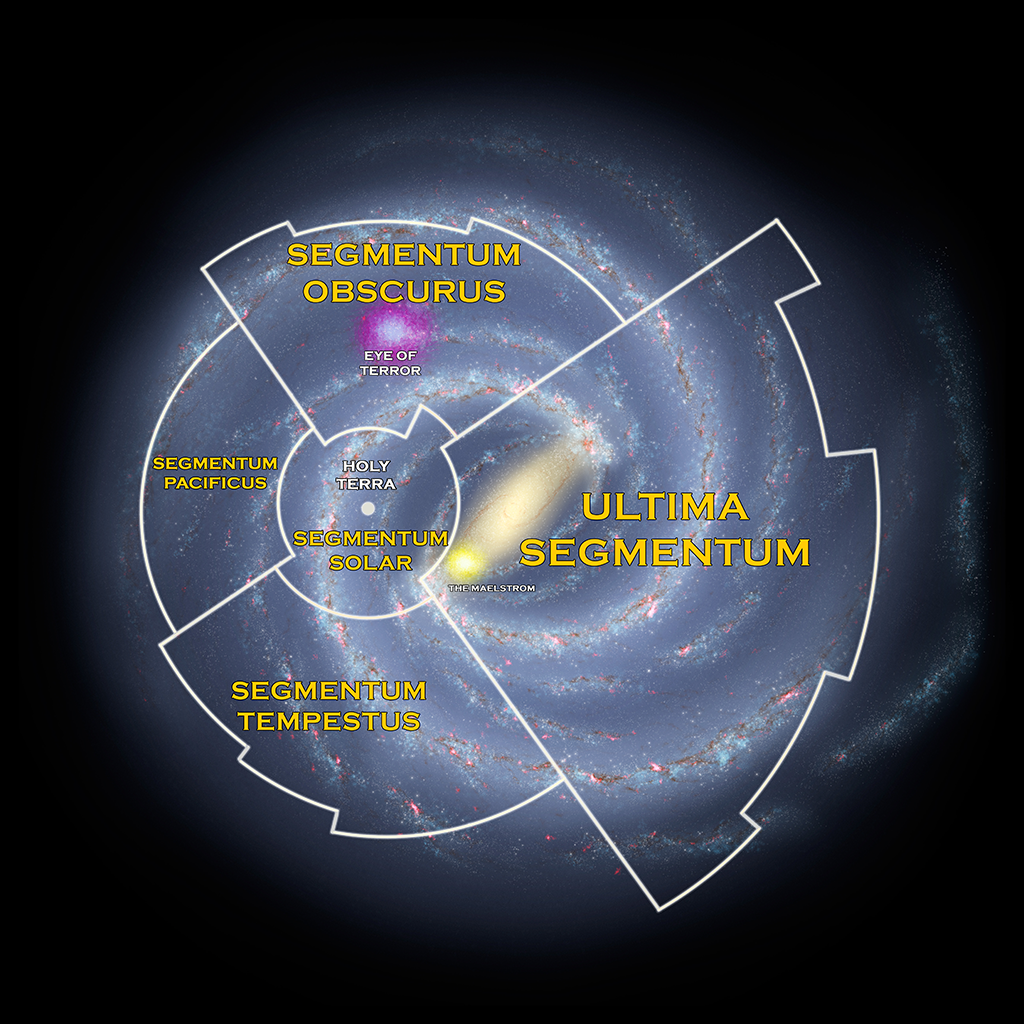

Onder het Imperium vallen de volgende groepen, die dikwijls als legers te spelen zijn;

#### Adepta Sororitas, of Sisters of Battle
Dit is een legereenheid die exclusief uit vrouwen bestaat. Ze zijn allen fanatiek in hun geloof in de Keizer en worden door de Inquisitie ingezet om (potentiële) ketterijen op planeten in het Imperium aan te pakken.

#### Adeptus Astartes, ofSpace Marines
Genetisch gemodificeerde supermensen gemaakt om te vechten tegen de vijanden van de Keizer. De Astartes zijn enorm tactisch en geharde vechters die het beste wapentuig van het imperium tot hun beschikking hebben. Space Marines zijn een zeer flexibel tactisch leger. Ze kunnen zowel uitblinken in het wegschieten van leger als in het handgemeen. En zijn daarom aan te raden voor beginnende spelers aangezien ze zeer vergevend zijn.
Oorspronkelijk waren er 20 Legioenen met elk honderdduizenden Space Marines, maar na de Horus Heresy zijn ze herverdeeld in Chapters, elk ca. duizend sterk. Hieronder enkele Chapters die uit gelijknamige Legioenen zijn voortgekomen, en waar ze om bekend staan.
| Naam Legioen   | Primarch          | Beschrijving                                                       | Kleuren              |
| -------------- | ----------------- | ------------------------------------------------------------------ | -------------------- |
| Dark Angels    | Lion El'Jonson    | Geheimzinnige krijgers, gezworen Gevallen broeders terug te vinden | donkergroen en wit   |
| White Scars    | Jaghatai Khan     | Snelle jagers. Gebaseerd op Mongoolse stammencultuur               | wit en rood          |
| Space Wolves   | Leman Russ        | Wilde, onorthodoxe krijgers. Veel viking-invloeden                 | blauw en grijs       |
| Imperial Fists | Rogal Dorn        | Experts in het verdedigen en aanvallen van vestingen               | geel, zwart en rood  |
| Blood Angels   | Sanguinius        | Lijden aan een defect dat een dodelijke razernij veroorzaakt       | rood en zwart        |
| Iron Hands     | Ferrus Manus      | Experts in gepanserde aanval; maken veel gebruik van bionica       | zwart en grijs       |
| Ultramarines   | Roboute Guilliman | Goede planners en strategen, houden zich strikt aan regels         | blauw, wit en goud   |
| Salamanders    | Vulkan            | Gespecialiseerd in wapens op korte afstand                         | groen, zwart en goud |
| Raven Guard    | Corvus Corax      | Goed in snel en ongezien toeslaan en onzichtbaar blijven           | zwart en wit         |

#### Adeptus Custodes
De persoonlijke bodyguards van de Keizer. Gekleed in gouden harnassen en uniek getraind en uitgerust met de beste wapens.

#### Adeptus Mechanicus, of Tech-priests
Deze groep bouwt en onderhoudt technologie en zien dit als een religieuze taak. Ze eren de Machine-god, de Omnissiah. Ze komen van de planeet Mars en zijn als bondgenoot van de Keizer bij het Imperium gekomen.

#### Astra Militarum, ofImperial Guard
De standaard soldaten van het Imperium. Ook wel de hamer van de Keizer genoemd. De Imperial Guard is de grootste legermacht van het universum. Ze vertrouwen op grote aantallen manschappen maar vooral op hun machines om de vijand te verpletteren. De legers van de Imperial Guard verschillen veel van elkaar, want ze komen van verschillende planeten. De tactiek van een Imperial Guard-leger is dan ook afhankelijk van de planeet waarvan ze vandaan komen. Imperial Guard focust zich op de massale schietkracht van hun tanks terwijl ze het handgemeen het liefst mijden.

#### Inquisition
Belast met de taak om het Imperium schoon te houden van verraders en onzuiverheden. De Inquisition heeft een aantal militante ordes (Chambers Militant). De Daemonhunters (Ordo Malleus): deze vechten tegen de demonen van Chaos en verraders van het Imperium en hebben de zeer sterke Grey Knights tot hun beschikking. De Witch Hunters (Ordo Hereticus): deze vechten tegen psykers (een soort van "tovenaars" met krachtige psychologische invloed op anderen) die misdaden hebben begaan tegen het Imperium en hebben de Sisters Of Battle (Adeptas Sororitas) aan hun zijde. En de Alienjagers (Ordo Xenos): deze onderzoeken en bestrijden de talloze 'buitenaardse' rassen zoals o.a. de Tyranids met hun troepen, de Deathwatch. Ook kunnen alle Inquisition-legers de Adeptus Assassinorum (gespecialiseerde moordenaars) inzetten: zeer ervaren individuen met verschillende specialisaties als sluipschutters, anti-psyker, vermommingsdeskundigen en man-tegen-mangevechtsspecialisten.

### The Armies of Chaos
Tegenover de Mensheid staan de troepen van Chaos. Dit zijn de Chaos Space marines, welke eeuwen geleden de Keizer volgden maar zichzelf tijdens de Horus Heresy tegen hem keerden. Ze werden verslagen en ontvluchtten in een enorme Warp-storm, waar ze gecorrumpeerd werden door de demonische krachten van Chaos, en pacten sloten met de 4 Ruïneuze Machten; de Chaosgoden. Sindsdien proberen ze het Imperium te vernietigen en voeren overal in de melkweg aanvallen uit op weerloze werelden. Chaos space marines hebben net als de Space marines verschillende legers. Sommigen van hen aanbidden één enkele god, wat tevens de tactieken bepaalt, en anderen zijn gewoonweg gericht op vernietiging en piraterij. Net als de Space marines zijn Chaos marines enorm sterk bewapend en bepantserd. Omdat ze echter al eeuwenlang met dezelfde wapens vechten, zijn deze vaak minder sterk dan die van gewone Space marines. Daar staat tegenover dat ze demonische krachten kunnen aanroepen en zelfs demonen kunnen inzetten. Chaos space marines worden vaak gezien als de aartsvijanden van het Imperium.
De demonen die de Chaos Marines gebruiken zijn afkomstig uit de Warp, van de vier Chaosgoden. Elke god is anders, en is gericht op slechts één ding: de totale vernietiging van alles, inclusief de andere goden. Soms vallen de Chaosgoden het materiële universum binnen met hordes demonen, in in zeldzame gevallen sluiten ze weleens een overeenkomst.
Elke Chaosgod heeft zijn eigen krachten en stijl:
- Khorne is de god van oorlog, bloeddorst en vernietiging. Hij is enkel gericht op hand op hand gevechten en ziet magie als een teken van zwakte. Zijn demonen zijn bijna krankzinnige vechters, die enkel en alleen bestaan om oorlog te voeren. Het maakt niet uit wie er sterven, als er maar bloed vloeit. In gevallen dat er geen vijanden zijn, vallen de legers van Khorne gerust elkaar aan. De grootste demoon van Khorne is de Bloodthirster, een monsterlijk wezen met een enorme bijl, een zweep en leerachtige vleugels die in staat is een tank doormidden te hakken.
- Tzeentch is de god van verandering, van mutatie en magie. Hij is overal van op de hoogte en heeft plannen en complotten die soms eeuwen in de toekomst vooruit gepland zijn. Hij weet alles van het verleden, het heden en de toekomst. Zijn demonen zijn fysiek minder sterk maar maken dit goed met duivelse magische krachten. Tzeetch is een verraderlijke god, die zijn volgers zonder aarzelen opoffert of dood als dit zijn plannen en ideeën ten goede komt. Anders dan de andere goden is Tzeentch niet erg agressief, en verkiest hij vaak een subtieler aanpak om een vijand te overwinnen. De beste demoon die Tzeentch dient is de Lord of Change, een vogelachtige tovenaar welke vijanden kan verbranden met magie en tegenstanders ter plekke kan laten muteren in iets onherkenbaars.
- Slaanesh is de god van passie, verleiding en emotie. Hij werd gecreëerd door de ongeremde lust van de Eldar, en is en sluwe en verraderlijke vijand. Slaanesh maakt gebruik van de lust en verlangens van zijn vijanden om deze in de val te lokken. Hij is duister en minachtend van aard en ziet alles als een dienaar van zichzelf. De legers en demonen van Slaanesh dringen vaak langzaam binnen, de tegenstander verleidend met duistere visioenen van ongeremde lust, om deze vervolgens zonder genade af te slachten. Als hij geen oorlog voert houdt Slaanesh zichzelf voornamelijk bezig met decadentie en zijn eigen verlangens. De beste strijder van Slaanesh is de Keeper of Secrets, welke zichzelf in iedere denkbare vorm kan veranderen, afgaande op wat de vijand het liefste ziet. Pas als het te laat is toont hij zijn werkelijke gedaante, vaak met meerdere armen vol levensgevaarlijke klauwen en zwaarden.
- Nurgle is de god van ziekte, rotting en gek genoeg leven. Nurgle ziet leven in de dood, en vruchtbaarheid in vervalling. Hij bestrijdt zijn tegenstanders met een gruwelijk arsenaal aan ziektes en biologische wapens. Echter in tegenstelling tot de andere goden is Nurgle verrassend vriendelijk voor hen die hem volgen en aanbidden, bijna als een vader. Dit heeft ertoe geleid dat zijn bijnaam Vader Nurgle is. Nurgle is de schepper van iedere ziekte die er is. Zijn grootste demoon is de Great unclean one, een moddervet en bijna ontbindend wezen dat ieder die ook maar bij hem in de buurt komt ter plekke laat wegrotten.

### Xenos
De Xenos zijn geen apart ras of beschaving. Deze term is eerder een verzamelnaam voor niet-menselijke wezens, en alle legers die niet Imperium of Man of Armies of Chaos zijn.

#### Aeldari, ofEldar
De Gewone Eldar zijn nobel, zuiver maar zeer arrogant. Zij bezitten ongeëvenaarde technologie, zoals teleporteurs (de Web-way) zweeftanks en door geesten aangedreven machines (wraith guards en lords) en hebben bovendien psychische krachten. De Eldar zijn afgeleid van de elven uit Warhammer Fantasy, en worden vaak gezien als de meest intelligente factie. Ze zijn echter zeer arrogant en geven alleen om hun eigen ras. De Eldar laten met plezier een hele menselijke wereld sterven als hierdoor het leven van één Eldar gered kan worden. Eldar zijn zeer vechtlustig. Deze strijddorst wordt echter door het beperkende Path of the Warrior in toom gehouden. Eldar moeten zich toespitsen op een aspect van het gevecht (de zogenaamde aspects). Sommige Eldar zijn verdwaald geraakt op hun pad of aspect, deze worden Exarchs genoemd. Eldar zijn een elite leger met zeer veel specialiteiten. Ze vertrouwen op hun veelzijdige schietkracht, snelle eenheden en psychische krachten om de vijand tot de laatste man te vernietigen.

##### Harlequins
De Harlequins zijn een factie van de Eldar die de God der Grappen (ofwel de Grote Grappenmaker), aanbidden. De Harlequins leven voor de kunst en opvoering. Harlequins combineren dans en gevecht in één dodelijke kunst en er wordt gezegd dat als men er één buiten een opvoering tegenkomt, men zeker weten zult sterven. De Harlequins is de nieuwste codex binnen Warhammer 40.000 en is nog meer op elite gericht dan de gewone Eldar.

#### Drukhari, ofDark Eldar
De Dark Eldar zijn ook eldar, maar dan gecorrumpeerd en duivels. Ze zijn dol op het martelen van gevangenen en doen aan brute gladiatoren gevechten. Ze geloven dat ze door het opofferen van de zielen van hun gevangenen, de corrumperende werking van de Chaos God Slaanesh kunnen tegengaan. De Dark Eldar staan bekend om bliksemaanvallen en piraterij. De Dark eldar hebben ook geavanceerde technologie, maar deze is vaak duister van aard. Zo bezitten zij bijvoorbeeld geluidsinstallaties die de schreeuwen van gemartelde gevangenen op een vervormde manier uitzenden om zo de vijand op de vlucht te doen slaan. De Dark eldar hebben vooral close combat eenheden en pijlsnelle zweefvoertuigen, zoals jetbikes en Raiders. Hun krijgers en voertuigen zijn echter zeer fragiel hoewel sommige units sterker worden wanneer ze meer slachtoffers hebben gemaakt. Dark Eldar richt zich vooral op snelheid en close combat. Het is een zeer moeilijk leger om te spelen en niet voor beginners aan te raden.

#### Necrons
De Necrons zijn een oeroud ras, ouder zelfs dan de Eldar. De Necrons zijn mechanische uit levend metaal bestaande wezens met de uiterlijke trekjes van skeletten. De Necrontyr, zoals ze ooit heetten, waren ooit levende wezens, maar leefde dicht bij een ster door wiens straling ze korte moeizame levens leidden. De Necrontyr ontdekten toen de C'tan, goddelijke wezens die zich laafden aan sterren. Deze boden een uitweg tot onsterfelijkheid en macht, door de zielen van de Necrontyr in mechanische lichamen te stoppen. De wanhopige Necrontyr gingen akkoord, en werden door de C'tan in de val gelokt. Ze veranderden in veelal willoze slaven en werden een instrument van de C'tan, die de Necrons gebruikten om levende wezens te oogsten. In een gigantische oorlog met andere rassen streden de Necrons, maar uiteindelijk werden ze teruggedreven. Om de illusie te wekken dat ze waren verslagen trokken ze zich terug in tombes en begonnen een millennialang durende slaap. In het 41e millennium zijn ze langzaam weer aan het ontwaken, en beginnen hun oude plan, om het universum kaal te oogsten van levende wezens, weer op te pakken. De Necrons kunnen zichzelf in tegenstelling tot andere rassen repareren wat ze zeer moeilijk maakt om weg te krijgen. Necrons vertrouwen op hun zeer taaie units en hun zware vuurkracht om hun tegenstanders te vernietigen.

#### Orks
Orks zijn grote lelijke wezens die in staat zijn om van een lege fles een dodelijk wapen te maken. Men vermoedt dat zij vroeger ooit een enorm rijk bezaten. Ze zijn bruut, niet al te slim, en bloeddorstig. Hun wapens zijn consequent onbetrouwbaar, daarom vertrouwen Orks meer op brute kracht in close combat (man-tegen-mangevecht). Zij hebben Gretchins als slaven, Gretchins zijn kleine Goblin achtige wezens. Zij worden voornamelijk gebruikt als bouwers en reparateurs van de lawaaiige wapens van de Orcs. Soms worden Gretchins gebruikt als 'wapens'. [Dat houdt in dat ze op een raket worden gezet met de opdracht een zelfmoordaanval uit te voeren].In de Codex Astartes staat geschreven dat de Orks niet verslagen worden door ze domweg aan te vallen, dit is namelijk precies wat Orks willen, oorlog. Het zal daarom hun moraal versterken en ze zullen feller uitvallen tegen hun tegenstander. De orks worden zo nu en dan gezien als de Komische noot vanwege de chaotische stijl die het leger uitstraalt. Orks vormen dus een Close Combat leger en ze vertrouwen op hun grote aantallen om de vijand onder de voet te lopen.

#### T'au empire
De Tau zijn een relatief jong ras dat een enorm rijk aan het opbouwen is, voornamelijk ten koste van het Imperium. Ze zijn relatief vredelievend maar zullen vechten om zichzelf te beschermen. In tegenstelling tot het Imperium zijn zij niet bang voor technologie en bezitten de zwaarste vuurkracht uit het spel. Daar staat echter tegenover dat ze zwakker zijn in hand op hand gevechten. Ze maken daarnaast zeer veel gebruik van mechs (battlesuits) en jetpacks. De Tau zijn een erg coöperatief ras dat al zijn daden aan zijn leiders (de ethereals) en hun leefwijze, the greater good opdragen. Er zijn ook nog twee andere rassen bij de Tau aangesloten. De Kroot zijn lange, vogelachtige huurlingen, met primitieve wapens en een ongeëvenaard jacht instinct. De kroot komen van de planeet Pech en hebben de gewoonte om de doden van tegenstanders te consumeren om hun DNA te absorberen, en sterker te worden. Het tweede ras zijn de Vespid, insectoïde wezens die zich helemaal vrijwillig hebben aangesloten bij de Tau. Aangezien Tau op hun Kroot na zeer zwak zijn in close combat richten ze zich geheel op hun alles vernietigende afstandswapens.

#### Tyranids
Deze aliens komen vermoedelijk uit een ander sterrenstelsel dan waar de setting zich normaliter afspeelt. De Tyranids zijn te vergelijken met een enorme kolonie mieren; miljarden samenwerkende wezens met elk hun eigen specialisatie. Ze worden bestuurd door de Hive Mind, een groepsbewustzijn of enkele enorm invloedrijke entiteit die de Tyranids over enorme afstanden kan instrueren en sturen. Ze worden gezien als de ultieme vijand van het melkweg, aangezien ze bijna niet te stoppen zijn en onderhandeling onmogelijk is. Hun enige doel is het letterlijk kaalvreten van onze melkweg. Tyranids vallen met verschillende vloten levende schepen de melkweg binnen; deze groepen worden Hive fleets genoemd. De Hive Fleets worden door het Imperium genoemd naar mythologische monsters van vroeger, zoals Leviathan en Behemoth. 
De aankomst van een Hive Fleet is onheilspellend: Communicatie met andere planeten wordt afgesneden door storingen in de Warp. Om hulp roepen is dan vaak niet meer mogelijk, en als de Tyranids arriveren is het gevolg meestal dat de gehele planeet geconsumeerd wordt door de vloot. De Tyranids zetten gespecialiseerde wezens in; organismen die kunnen vliegen, graven, of levende bommen schieten, maar iets van Tyranid-invasies in elk geval kenmerkt is een onophoudelijke zwerm van moordlustige wezens vergezeld door gigantische monsters.
Alles wat de Tyranids gebruiken is organisch van aard; de vuurwapens aan ledematen, de schepen waarmee ze reizen, en de munitie en bommen waarmee ze aanvallen. De ledematen van Tyranid-krijgers lopen naadloos over in de wapens waarmee ze vechten, en de Hive Mind is in staat nieuwe Tyranids te ontwerpen op basis van de weerstand die ze tegenkomen. Een invasievloot Tyranids kan in principe ook eindeloos diens troepen aanvullen en aanpassen, zolang er genoeg biomassa beschikbaar is van geconsumeerde tegenstanders en planeten.
Het ras is vernoemd naar de eerste officiële aanvaring van het Imperium der Mensheid in 741.M41 met de wezens, waarbij een planeet genaamd Tyran compleet ontdaan van leven en biomassa aangetroffen werd. Enkele jaren later vochten de Space Marines van de Ultramarines Chapter hun eerste grote strijd tegen een invasie van de Tyranids.

##### Genestealer Cults
De Tyranids hebben een organisme genaamd de Genestealer ontwikkeld dat gericht is op het meeliften naar en infiltreren van werelden vol leven. Eenmaal daar infecteren ze iemand van de lokale bevolking, die vervolgens hybride nageslacht krijgt; een kruising tussen de Genestealer en de oorspronkelijke soort. De geïnfecteerden en hybride wezens zijn volledig loyaal aan de Genestealer, en er vormt zich een cult rond het wezen. De cult vereert de Tyranids, soms onder een andere naam, zoals de Star Children. Naarmate deze cult groeit in omvang proberen de leden invloed op verschillende lagen van de maatschappij van de wereld te verkrijgen. Het uiteindelijke doel is de lokale maatschappij ontregelen en orde omverwerpen, om de weg voor de komende Tyranid-invasie te versoepelen.

## Andere varianten
Spellen en spelvarianten die zijn uitgegeven door Games Workshop die zich afspelen in het universum van 40k.
- Aeronautica Imperialis: Hier ligt de nadruk op gevechten in de lucht.
- Apocalypse: Deze spelmodus maakt het mogelijk om gevechten te organiseren op nog grotere schaal.
- Adeptus Titanicus: Een spel dat draait om de reusachtige robotten van de Adeptus Titanicus en hun tegenstanders.
- Horus Heresy: Speelt zich af tijdens een fictieve burgeroorlog tussen de mensheid die de hele melkweg omspant 10,000 jaar voor 40k. Dit wordt Games Workshop gezien als een aparte IP.
- Kill Team: Gevechten tussen eenheden op kleinere schaal. Vermoedelijk bracht Games Workshop deze spelvariant uit om de wereld van Warhammer 40,000 voor nieuwe spelers toegankelijker (en goedkoper) te maken.
- Necromunda: Spelers besturen verschillende bendes die vechten om de macht in de Underhive; een zware vervuilde en geïndustrialiseerde plek op de planeet Necromunda.
- Warhammer Quest: Blackstone Fortress: Een groep ontdekkers verkennen de duistere overblijfselen van een oud ruimtestation.[5]

## De Hobby
Talloze artiesten; van amateur tot professioneel, zijn geïnspireerd geraakt door de wereld van Warhammer 40,000.
- Verven: Er is een internationaal wedstrijdcircuit waar men de techniek en stijl van geverfde miniaturen beoordeelt.
- Conversions: Dit is letterlijk het converteren of veranderen van de miniaturen om deze een unieke look te geven.
- Terrein: Het bouwen van terrein; voor het spelen van wedstrijden of louter als display, is een populair onderdeel.
- Verhaallijn: Het geheel aan verhalen, verslagen en omschrijvingen die zich afspelen in het universum van 40k wordt door fans aangeduid als The Lore. Er zijn honderden boeken verschenen die zich afspelen in deze Lore maar ook er zijn ook verschillende internetfora waar spelers hun eigen verhalen delen.
- Cosplay: De diversiteit aan personages en verschillende beschavingen maakt 40k populair bij cosplayers.
- Competitive Play: Naast informele wedstrijden bestaat er ook een (internationaal) systeem van ranking om de beste spelers aan te duiden.[6]
- Battle Report: Met de opkomst van online video's en streaming zijn meer spelers hun wedstrijden gaan filmen en editen tot een wedstrijdverslag. Bekende kanalen op YouTube die wedstrijdverslagen aanbieden van (voornamelijk) Warhammer 40,000 zijn MiniWarGaming, Winter SEO en Play On Tabletop.

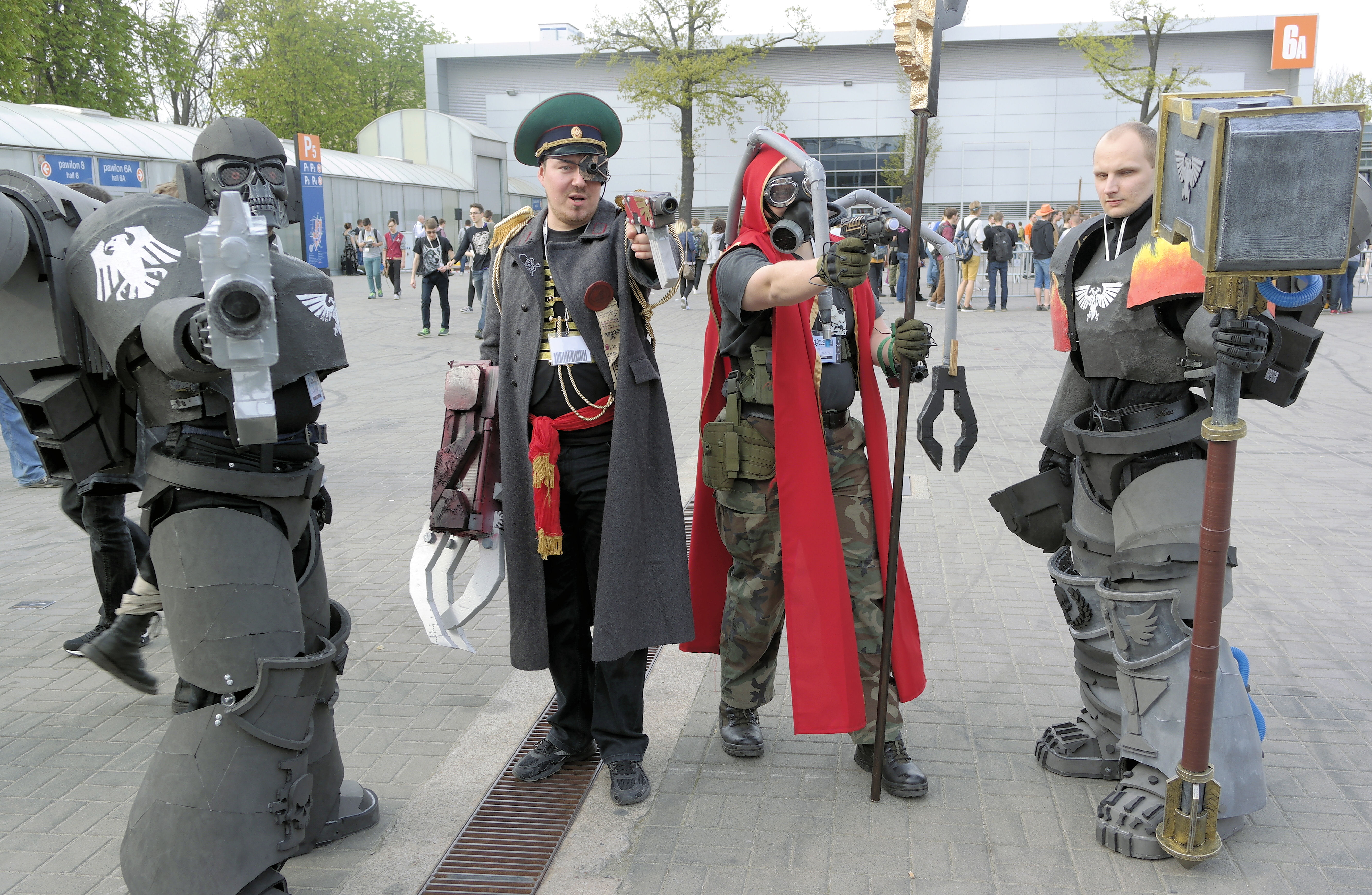
Cosplayers verkleed als v.l.n.r. een Space Marine, een commisar van de Imperial Guard, een lid van de Adeptus Mechanicus en een Space Marine psyker

## Andere media (selectie)
De wereld van Warhammer 40,000 komt ook voor in andere media.

### Films
- Ultramarines: A Warhammer 40,000 Movie (2010): Een Britse animatiefilm die zich afspeelt in het Warhammer 40.000 universum. De Ultramarines; een afdeling binnen de Space Marines, worden opgeroepen om de aanval op een planeet te onderzoeken.

### Series
- Angels of Death (2021-heden): Dit verhaal volgt een groep Blood Angels (afdeling binnen de Space Marines) die het opnemen tegen een gevaarlijke en verraderlijke vijand.
- Hammer and Bolter (2021-heden): Deze anthologiereeks verkent de duistere hoeken van het universum binnen Warhammer 40,000 en focust zich op een groot aantal verschillende personages en organisaties.[7]

### Games[8]
- Warhammer 40,000: Fire Warrior (2003): First-person shooter waarin de speler de controle neemt van een soldaat uit het T'au leger. Heruitgave verschenen in 2019.
- Warhammer 40,000 Dawn of War (2004): Strategiegame waarin men de Blood Angels bestuurt in hun strijd tegen de Orks. In de skirmish mode is het ook mogelijk om andere facties te besturen.
- Warhammer 40,000 Dawn of War II (2009): Vervolg op de vorige game, waarin nu meer vanuit een enkele eenheid Blood Angels een serie missies wordt doorlopen.
- Warhammer 40,000: Space Marine (2011): Third-person actiespel waarin men de controle neemt over Captain Titus van de Ultramarines.
- Warhammer 40,000 Dawn of War III (2017): Het derde deel in de serie, die minder goed ontvangen werd bij fans maar nog steeds prima scores van recensenten kreeg.[9]
- Warhammer 40,000: Mechanicus (2018): De speler controleert verschillende leden van een expeditie van de Adeptus Mechanicus op een planeet waar een dreiging van de Necrons lijkt te ontwaken.
- Battlefleet Gothic: Armada 2 (2019): Real-time strategiespel waarin men epische ruimtegevechten voert met een van de twaalf facties.
- Necromunda: Hired Gun (2021): First-person shooter waar de speler een huurling speelt die een samenzwering op het spoor is in de wereld van Necromunda.
- (in ontwikkeling) Warhammer 40,000: Space Marine 2 (2023?): Vervolg op de game uit 2011, waarin kapitein Titus en andere strijders het opnemen tegen een invasie van Tyranids.